# The Jetsons: Cogswell's Caper!
The Jetsons: Cogwell's Caper es videojuego de plataformas desarrollado por Natsume para NES y publicado entre 1992 y 1993. Está basado en Los Supersónicos, la conocida serie animada de Hanna-Barbera.